# Prosperity (South Carolina)
Prosperity is een plaats (town) in de Amerikaanse staat South Carolina, en valt bestuurlijk gezien onder Newberry County.

## Demografie
Bij de volkstelling in 2000 werd het aantal inwoners vastgesteld op 1047.
In 2006 is het aantal inwoners door het United States Census Bureau geschat op 1063, een stijging van 16 (1,5%).

## Geografie
Volgens het United States Census Bureau beslaat de plaats een oppervlakte van
5,5 km², geheel bestaande uit land. Prosperity ligt op ongeveer 165 m boven zeeniveau.

## Plaatsen in de nabije omgeving
De onderstaande figuur toont nabijgelegen plaatsen in een straal van 20 km rond Prosperity.